# Folkmaktspartiet
Folkmaktspartiet, (People's Power Party eller PPP พรรคพลังประชาชน) var ett politiskt parti i Thailand. 
Under våren 2007 skedde en stor tillströmning av medlemmar från det förbjudna före detta regeringspartiet Thai Rak Thai, vars korruptionsanklagade ledare Thaksin Shinawatra befinner sig i exil i Storbritannien. 
Folkmaktspartiet leddes av Somchai Wongsawat. Partiet deltog i parlamentsvalen 2007, där man blev största parti. 2008 ledde man en koalitionsregering, fram till dess att landets konstitutionsdomstol den 2 december meddelade att partiet måste upplösas eftersom partifunktionärer gjort sig skyldiga till valfusk.
Domslutet innebär även att partiets högsta ledare, bland dem premiärminister Somchai Wongsawat, förbjuds att verka politiskt under fem år.
PPP-parlamentariker meddelade att man omedelbart kommer att bilda ett nytt parti, Puea Thai, och rösta om ny premiärminister den 8 december. Folkalliansen för demokratis krav på nyval avvisades.